# Caesioperca
Caesioperca is een geslacht van straalvinnige vissen uit de familie van zaag- of zeebaarzen (Serranidae).

## Soorten
De volgende soorten zijn bij het geslacht ingedeeld:
- Caesioperca lepidoptera (Forster, 1801)
- Caesioperca rasor (Richardson, 1839)